# Maison de la Toison d'Or
La maison de la Toison d'Or est une maison située à Noyers-sur-Serein, en France.

## Localisation
La maison est située dans le département français de l'Yonne, sur la commune de Noyers-sur-Serein.

## Description
Le bâtiment, de plan en U, présente une façade en pierre de taille donnant sur une cour fermée, longeant la rue Franche. Le mur de clôture de la cour est orné de pilastres et consoles ainsi que de figures engainées, situées au-dessus du portail. La façade principale est percée de fenêtres à meneaux et surmontée d'une lucarne ornée de masques et d'une tête d'angelot sur le fronton sculpté. Entre les fenêtres du 1er étage est sculpté un décor (en partie bûché) en forme de croix bordée de motifs géométriques et végétaux ; il porte un personnage barbu à mi-corps et une tête d'ovin surmontant une chute de fruits qui évoque Jason et le bélier de la Toison d'Or. Le corps gauche, en pierre de taille, est décoré de pilastres et de consoles sculptés. À droite, une tourelle de plan carré abrite l'escalier en vis qui dessert les étages. Les toits sont à deux pans et à croupes, couverts de tuiles plates.

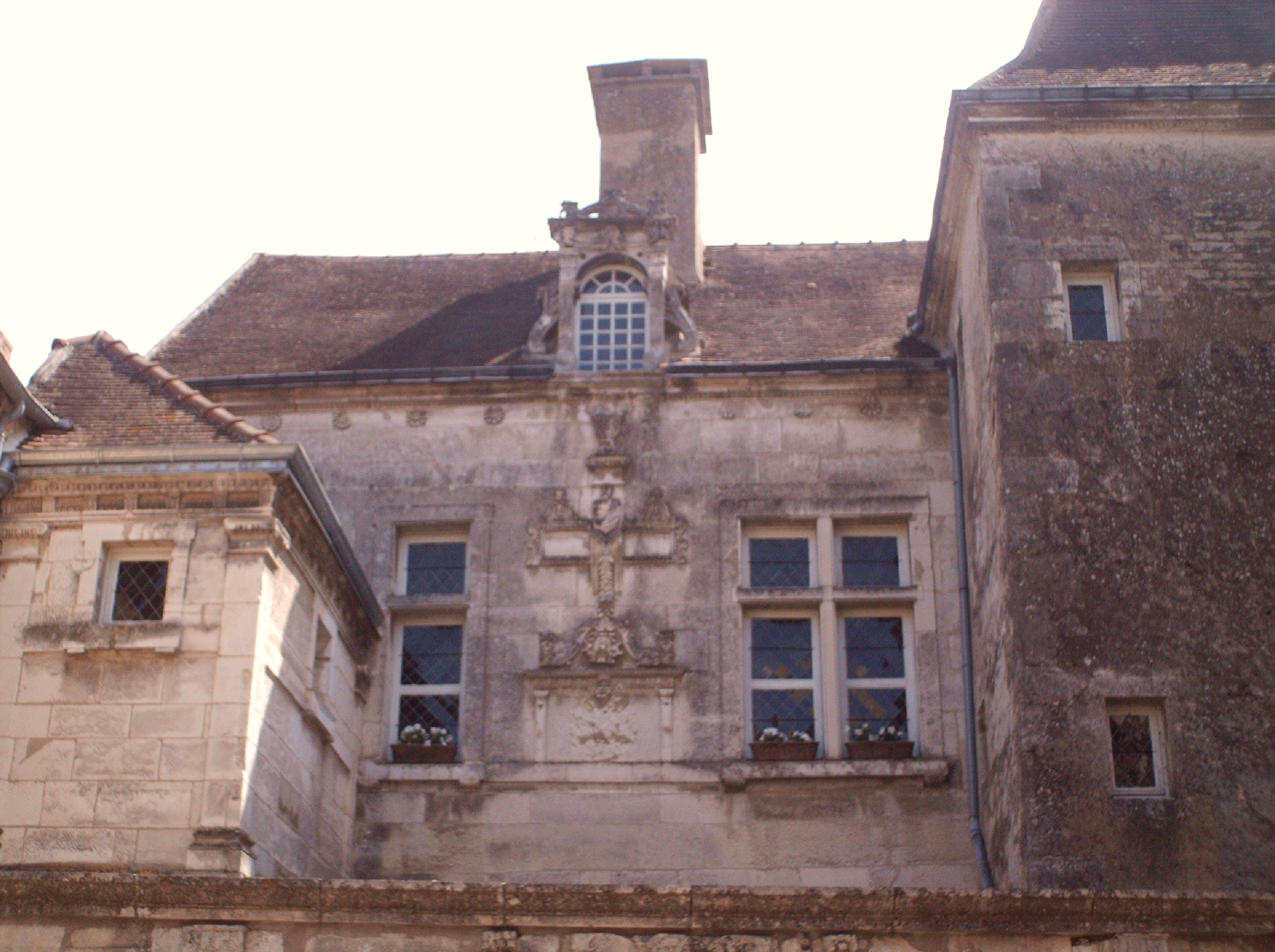
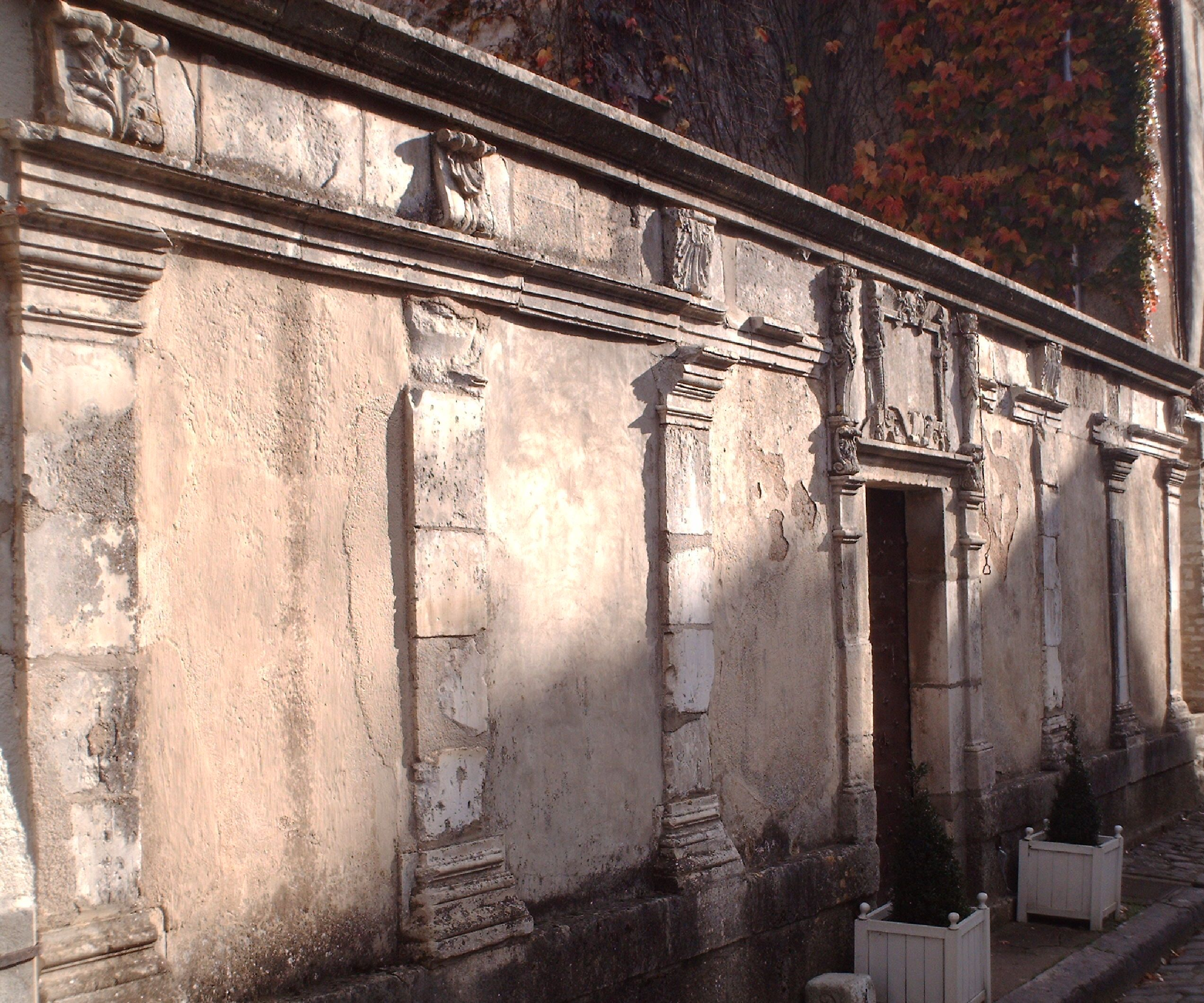

## Historique
Le comté de Noyers est acquis par Marguerite de Bavière en 1419 et immédiatement légué à son fils Philippe le Bon. À la suite de l’assassinat de Jean sans peur sur le pont de Montereau, Noyers devient un carrefour stratégique dans la guerre fratricide qui oppose les Bourguignons, alliés des Anglais depuis le traité de Troyes de 1420, aux Armagnacs restés fidèles à Charles VI puis Charles VII. À cette époque, Noyers devient une étape ducale entre Dijon et Paris. La tradition précise que la maison de la Toison d’or de Noyers-sur-Serein a appartenu à Régnier Pot, seigneur de la Roche-Nolay, chevalier de l'Ordre de la Toison d'or en 1430 ayant participé à la Bataille de Nicopolis en 1396. Régnier Pot a servi Philippe le Bon en qualité de conseiller, chancelier et plénipotentiaire auprès des princes anglais jusqu’à sa mort en 1432.
La maison de la Toison d’or revint à son petit fils, Philippe Pot, filleul du duc Philippe le Bon, lui-même chevalier de la Toison d’Or, ce qui justifie le nom donné à cette maison. Philippe le Bon a séjourné à plusieurs reprises dans cette maison, notamment en juillet 1423, avant la Bataille de Cravant, puis en septembre 1433 lorsque, parti de Vitteaux, il assiégea Pacy-sur-Armançon, reconquis par les troupes royales de Charles VII et en 1435 avec le jeune Charles le Téméraire. C’est Philippe Pot, qui en fin diplomate, a négocié le mariage du jeune prince à la fille du roi d’Angleterre Edouard IV, Marguerite d’York. Philippe Pot est passé au service de Louis XI après la mort de Charles le Téméraire devant Nancy en 1477 en qualité de grand sénéchal de Bourgogne. Il a été l’un des premiers chevaliers de l’Ordre de Saint-Michel, ordre créé par Louis XI en 1469 sur le modèle de l’ordre de la Toison d’Or.
La maison est classée au titre des monuments historiques en 1925 (mur de clôture, façades) et inscrit en 2005 (structures porteuses, façades, toitures).

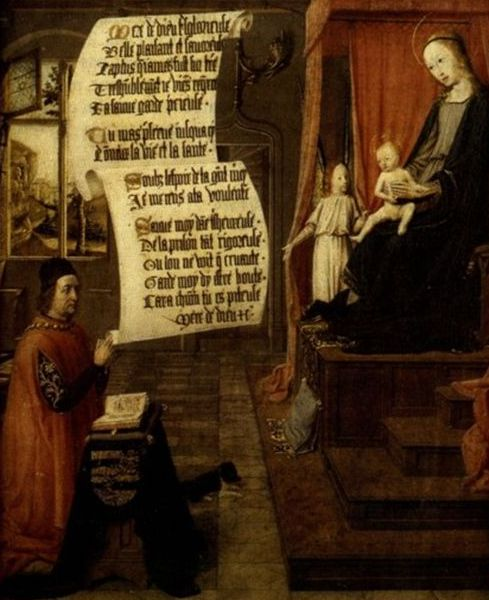

Noyers restait pour Philippe Pot une étape idéalement placée entre Dijon et Paris dans ses nouvelles charges. Il a encore servi le roi Louis XII dont il a favorisé l’accession au trône.  Mort en 1493, Philippe Pot a été le maitre d’œuvre de la façade actuelle, véritable monument à lectures multiples de la puissance bourguignonne.